# Blood and Oil
Blood and Oil est un soap opera américain en dix épisodes de 42 minutes créé par Josh Pate et Rodes Fishburne, diffusé entre le 27 septembre, et le 13 décembre 2015 sur le réseau ABC et en simultané au Canada sur le réseau CTV.
En France, la série a été diffusée entre le 28 septembre et le 14 décembre 2015 en version originale sous-titrée sur le service iTunes. Néanmoins, elle est inédite à la télévision dans tous les pays francophones.

## Synopsis
Billy et Cody Lefever rêvent d’une nouvelle vie, loin de leurs racines profondément ancrées dans la classe ouvrière. Bien décidé à prendre son destin en main, le jeune couple emménage dans le Dakota du Nord, sur la formation de Bakken, qui est en ébullition après la découverte du plus gros gisement de pétrole de l’histoire américaine.

## Distribution

### Acteurs principaux
- Don Johnson : Hap Briggs
- Chace Crawford : Billy LeFever
- Rebecca Rittenhouse : Cody LeFever
- Scott Michael Foster : Wick Briggs
- Amber Valletta : Carla Briggs
- India de Beaufort : Jules Jackman
- Adan Canto : A.J. Menendez (dès l'épisode 2)
- Miranda Rae Mayo : Lacey Briggs (dès l'épisode 2)
- Delroy Lindo : Tip Harrison

### Acteurs récurrents
- Paul Rae : Garry Laframboise (8 épisodes)
- Barry Corbin : Clifton Lundegren (6 épisodes)
- Peyton List : Emma Lundegren (6 épisodes)
- Yaani King : Ada Eze (6 épisodes)
- Keston John : Kess Eze (5 épisodes)
- Tara Karsian : Van Ness (5 épisodes)
- Lolita Davidovich : Annie Briggs (4 épisodes)
- Max Arciniega : Star Pavon (4 épisodes)

### Invités
- Spencer Garrett (en) : Myron Stipple (épisodes 1 et 8)
- Justin Bruening : Richard Ford (épisode 1)
- Yani Gellman : Driver (épisode 1)
- Shaun Toub : Fahda Al Saliba-Nader (épisode 1)
- Jon Sklaroff : Clay Spinks (épisode 2)
- Wilson Bethel : Finn (épisodes 3, 5 et 7)
- Todd Williams : Agent Reese (épisodes 7 à 9)
- Haley McCormick (en) : Hospital Orderly (épisode 7)
- J. D. Pardo : Dr Alex White (épisodes 9 et 10)

## Production

### Développement
Le projet de série a vu le jour, au milieu des années 2000, par Josh Pate et Rodes Fishburne avec Tony Krantz en tant que producteur exécutif.
En septembre 2011, ABC fait part de son intérêt, mais décidera de ne pas donner suite. En octobre 2014, la chaîne câble USA Network, décide de mettre en chantier le projet de série, mais jettera l'éponge.
Le 30 janvier 2015, ABC commande un pilote, sous le titre Boom!.
Le 7 mai 2015, le réseau ABC annonce officiellement après le visionnage du pilote, la commande du projet de série,,.
Le 12 mai 2015, lors des Upfronts, ABC annonce la diffusion de la série à l'automne 2015, sous le titre Oil,.
Le 29 mai 2015, la série adopte son titre actuel.
Le 23 octobre 2015, à la suite de mauvaises audiences, ABC réduit sa commande à dix épisodes, annulant la série.

### Casting
L'attribution des rôles a débuté le 20 février 2015, avec l'arrivée de Scott Michael Foster dans le rôle de Wick Briggs.
Le 27 février, Rebecca Rittenhouse et India de Beaufort, obtiennent des rôles principaux.
Le 9 mars, elles sont rejointes par Don Johnson, qui obtient un rôle au sein de la distribution en plus de sa fonction de producteur exécutif de la série. Il est rejoint le jour même par Delroy Lindo.
Le 11 mars, Chace Crawford (notamment vu dans la série Gossip Girl) obtient un rôle principal, ainsi que Yani Gellman dans le rôle de AJ et Caitlin Carver dans le rôle de Lacey Briggs. Le 12 mars, Amber Valletta est la dernière à rejoindre la distribution principale.
À la fin mai 2015, le rôle de Lacey est recasté, repris fin juillet par Aurora Perrineau et finalement début août par Miranda Rae Mayo, alors que le rôle de A.J. repris début juillet par Adan Canto.
En août, Wilson Bethel et Tara Karsian décrochent un rôle récurrent, suivi en octobre de Lolita Davidovich.

## Épisodes
| №  | Titre                                               | Réalisation           | Scénario                                                                          | Première diffusion | Audience (millions) |
| -- | --------------------------------------------------- | --------------------- | --------------------------------------------------------------------------------- | ------------------ | ------------------- |
| 1  | Un nouveau départ Pilot                             | Jonas Pate            | Josh Pate et Rodes Fishburne                                                      | 27 septembre 2015  | 6,36                |
| 2  | Propagation The Ripple Effect                       | Jonas Pate            | Josh Pate                                                                         | 4 octobre 2015     | 5,27                |
| 3  | L'Envers du décor Hustle and Flow                   | Rod Holcomb           | Matt Pyken (en)                                                                   | 11 octobre 2015    | 3,91                |
| 4  | La Fête d'anniversaire The Birthday Party           | Mikael Salomon        | Histoire : Robert Rovner (en) Mise en scène : Robert Rovner et Cynthia Cidre (en) | 18 octobre 2015    | 3,5                 |
| 5  | Entre le marteau et l'enclume Rocks and Hard Places | Michael Nankin (en)   | Histoire : Jon Harmon Feldman (en) Mise en scène : Jessica Queller                | 25 octobre 2015    | 3,77                |
| 6  | Convergence                                         | Chris Grismer (en)    | Jon Harmon Feldman                                                                | 1er novembre 2015  | 3,25                |
| 7  | Combat ou fuite ? Fight or Flight                   | Cherie Nowlan (en)    | Robert Rovner et Dana Ledoux Miller                                               | 8 novembre 2015    | 3,4                 |
| 8  | Rattrapé par le mensonge Rats, Bugs and Moles       | Brian Kelly (en)      | Robert Rovner et Matt Pyken                                                       | 29 novembre 2015   | 3,2                 |
| 9  | L'Art de la négociation The Art of the Deal         | Tim Hunter            | Rodes Fishburne et Pierluigi D. Cothran                                           | 6 décembre 2015    | 3,23                |
| 10 | Dérapages Departures                                | Andrew Bernstein (en) | Histoire : Jon Harmon Feldman Mise en scène : Nicholas Schutt et David Renaud     | 13 décembre 2015   | 3,13                |

## Accueil
Au Canada, le pilote a été vu par 1,699 million de téléspectateurs, et le deuxième épisode par 1,289 million. Les épisodes suivants n'ont pas atteint le top 30 des émissions les plus regardées d'après la firme Numeris.